# Lista de ministros da Indústria de Portugal

Bandeira de ministro de Portugal.

Esta é uma lista de ministros com a pasta da Indústria em Portugal, entre a criação do Ministério do Comércio, Indústria e Agricultura, a 5 de julho de 1932, e a extinção do Ministério da Indústria e Energia, a 28 de outubro de 1995. A lista cobre o período ditatorial da Ditadura Nacional (1928–1933) e do Estado Novo (1933–1974), bem como o atual período democrático (1974–atualidade).

## Designação
Entre 1932 e 1995, o cargo de ministro da Indústria teve as seguintes designações:
- Ministro do Comércio, Indústria e Agricultura — designação usada entre 5 de julho de 1932 e 24 de julho de 1933;
- Ministro do Comércio e Indústria — designação usada entre 24 de julho de 1933 e 28 de agosto de 1940;
- Serviços integrados no Ministério da Economia — entre 28 de agosto de 1940 e 15 de março de 1974;
- Ministro da Indústria e Energia — designação usada entre 15 de março de 1974 e 16 de maio de 1974;
- Serviços integrados no Ministério da Coordenação Económica — entre 16 de maio de 1974 e 17 de julho de 1974;
- Serviços integrados no Ministério da Economia — entre 17 de julho de 1974 e 26 de março de 1975;
- Ministro da Indústria e Tecnologia — designação usada entre 26 de março de 1975 e 1 de agosto de 1979;
- Ministro da Indústria — designação usada entre 1 de agosto de 1979 e 3 de janeiro de 1980;
- Ministro da Indústria e Energia — designação usada entre 3 de janeiro de 1980 e 4 de setembro de 1981;
- Ministro da Indústria, Energia e Exportação — designação usada entre 4 de setembro de 1981 e 9 de junho de 1983;
- Ministro da Indústria e Energia — designação usada entre 9 de junho de 1983 e 6 de novembro de 1985;
- Ministro da Indústria e Comércio — designação usada entre 6 de novembro de 1985 e 17 de agosto de 1987;
- Ministro da Indústria e Energia — designação usada entre 17 de agosto de 1987 e 28 de outubro de 1995;
- Serviços integrados no Ministério da Economia — entre 28 de outubro de 1995 e 17 de julho de 2004;
- Serviços integrados no Ministério das Atividades Económicas e do Trabalho — entre 17 de julho de 2004 e 12 de março de 2005;
- Serviços integrados no Ministério da Economia e da Inovação — entre 12 de março de 2005 e 26 de outubro de 2009;
- Serviços integrados no Ministério da Economia, da Inovação e do Desenvolvimento — entre 26 de outubro de 2009 e 21 de junho de 2011;
- Serviços integrados no Ministério da Economia e do Emprego — entre 21 de junho de 2011 e 24 de julho de 2013;
- Serviços integrados no Ministério da Economia — entre 24 de julho de 2013 e o presente.

## Numeração
Para efeitos de contagem, regra geral, não contam os ministros interinos em substituição de um ministro vivo e em funções. Já nos casos em que o cargo é ocupado interinamente, mas não havendo um ministro efetivamente em funções, o ministro interino conta para a numeração. Os períodos em que o cargo foi ocupado por órgãos coletivos também não contam na numeração desta lista.
São contabilizados os períodos em que o ministro esteve no cargo ininterruptamente, não contando se este serve mais do que um mandato, e não contando ministros provisórios durante os respetivos mandatos. Ministros que sirvam em períodos distintos são, obviamente, distinguidos numericamente.

## Lista
| Segunda República (1926–1974)            | |         |                        |                        |          |
| #                                        | Ministro do Comércio, Indústria e Agricultura (Nascimento–Morte) | Retrato | Início do mandato      | Fim do mandato         | Governo  |
| Ditadura Nacional (1928–1933)            | |         |                        |                        |          |
| 1                                        | Sebastião Garcia Ramires (1898–1972) |         | 5 de julho de 1932     | 11 de abril de 1933    | VIII     |
| Estado Novo (1933–1974)                  | |         |                        |                        |          |
| –                                        | Sebastião Garcia Ramires (continuação) (1898–1972) |         | 11 de abril de 1933    | 24 de julho de 1933    | I        |
| #                                        | Ministro do Comércio e Indústria (Nascimento–Morte) | Retrato | Início do mandato      | Fim do mandato         | I        |
| –                                        | Sebastião Garcia Ramires (continuação) (1898–1972) |         | 24 de julho de 1933    | 4 de agosto de 1934    | I        |
| –                                        | Leovigildo Queimado Franco de Sousa (interino) (1892–1968) |         | 4 de agosto de 1934    | 20 de agosto de 1934   | I        |
| –                                        | Sebastião Garcia Ramires (continuação) (1898–1972) |         | 20 de agosto de 1934   | 1 de agosto de 1935    | I        |
| –                                        | Rafael da Silva Neves Duque (interino) (1893–1969) |         | 1 de agosto de 1935    | 9 de setembro de 1935  | I        |
| –                                        | Sebastião Garcia Ramires (continuação) (1898–1972) |         | 9 de setembro de 1935  | 18 de janeiro de 1936  | I        |
| 2                                        | Pedro Teotónio Pereira (1902–1972) |         | 18 de janeiro de 1936  | 13 de dezembro de 1937 | II       |
| 3                                        | João Pinto da Costa Leite "Lumbrales" (1905–1975) |         | 13 de dezembro de 1937 | 28 de agosto de 1940   | II       |
| #                                        | Pasta da Indústria | Retrato | Início do mandato      | Fim do mandato         | Governo  |
| –                                        | Serviços integrados no Ministério da Economia (ver: Lista de ministros da Economia de Portugal) |         | 28 de agosto de 1940   | 15 de março de 1974    | ——       |
| #                                        | Ministro da Indústria e Energia (Nascimento–Morte) | Retrato | Início do mandato      | Fim do mandato         | Governo  |
| 4                                        | Daniel Maria Vieira Barbosa (1908–1986) |         | 15 de março de 1974    | 25 de abril de 1974    | III      |
| Terceira República (1974–presente)       | |         |                        |                        |          |
| #                                        | Ministro da Indústria e Energia (Nascimento–Morte) | Retrato | Início do mandato      | Fim do mandato         | Governo  |
| Junta de Salvação Nacional (1974)        | |         |                        |                        |          |
| –                                        | Junta de Salvação Nacional composta por: António Sebastião Ribeiro de Spínola (Presidente) Francisco da Costa Gomes Jaime Silvério Marques Manuel Diogo Neto Carlos Galvão de Melo José Baptista Pinheiro de Azevedo António Alva Rosa Coutinho |         | 25 de abril de 1974    | 16 de maio de 1974     | ——       |
| Governos Provisórios (1974–1976)         | |         |                        |                        |          |
| #                                        | Pasta da Indústria | Retrato | Início do mandato      | Fim do mandato         | Governo  |
| –                                        | Serviços integrados no Ministério da Coordenação Económica (ver: Lista de ministros da Economia de Portugal) |         | 16 de maio de 1974     | 17 de julho de 1974    | ——       |
| –                                        | Serviços integrados no Ministério da Economia (ver: Lista de ministros da Economia de Portugal) |         | 17 de julho de 1974    | 26 de março de 1975    | ——       |
| #                                        | Ministro da Indústria e Tecnologia (Nascimento–Morte) | Retrato | Início do mandato      | Fim do mandato         | Governo  |
| 5                                        | João Cardona Gomes Cravinho (1936–2025) |         | 26 de março de 1975    | 8 de agosto de 1975    | IV Prov. |
| 6                                        | Fernando da Conceição Quitério de Brito (n/d–n/d) |         | 8 de agosto de 1975    | 19 de setembro de 1975 | V Prov.  |
| 7                                        | Luís Cordes de Ponte Marques do Carmo (1930–) |         | 19 de setembro de 1975 | 3 de janeiro de 1976   | VI Prov. |
| –                                        | Cargo vago |         | 3 de janeiro de 1976   | 6 de janeiro de 1976   | VI Prov. |
| 8                                        | Walter Ruivo Pinto Gomes Rosa (1919–2017) |         | 6 de janeiro de 1976   | 23 de julho de 1976    | VI Prov. |
| Governos Constitucionais (1976-Presente) | |         |                        |                        |          |
| –                                        | Walter Ruivo Pinto Gomes Rosa (continuação) (1919–2017) |         | 23 de julho de 1976    | 7 de janeiro de 1977   | I        |
| 9                                        | António Francisco Barroso de Sousa Gomes (1936–2015) |         | 7 de janeiro de 1977   | 25 de março de 1977    | I        |
| 10                                       | Alfredo Jorge Nobre da Costa (1923–1996) |         | 25 de março de 1977    | 30 de janeiro de 1978  | I        |
| 11                                       | Carlos Montez Melancia (1927–2022) |         | 30 de janeiro de 1978  | 29 de agosto de 1978   | II       |
| 12                                       | Fernando Augusto dos Santos Martins (1930–2006) |         | 29 de agosto de 1978   | 22 de novembro de 1978 | III      |
| 13                                       | Álvaro Roque de Pinho de Bissaia Barreto (1936–2020) |         | 22 de novembro de 1978 | 1 de agosto de 1979    | IV       |
| #                                        | Ministro da Indústria (Nascimento–Morte) | Retrato | Início do mandato      | Fim do mandato         | Governo  |
| 14                                       | Fernando Henrique Marques Videira (1928–) |         | 1 de agosto de 1979    | 3 de janeiro de 1980   | V        |
| #                                        | Ministro da Indústria e Energia (Nascimento–Morte) | Retrato | Início do mandato      | Fim do mandato         | Governo  |
| 15                                       | Álvaro Roque de Pinho de Bissaia Barreto (2.ª vez) (1936–2020) |         | 3 de janeiro de 1980   | 9 de janeiro de 1981   | VI       |
| 16                                       | Ricardo Manuel Simões Bayão Horta (1936–) |         | 9 de janeiro de 1981   | 4 de setembro de 1981  | VII      |
| #                                        | Ministro da Indústria, Energia e Exportação (Nascimento–Morte) | Retrato | Início do mandato      | Fim do mandato         | Governo  |
| –                                        | Ricardo Manuel Simões Bayão Horta (continuação) (1936–) |         | 4 de setembro de 1981  | 9 de junho de 1983     | VIII     |
| #                                        | Ministro da Indústria e Energia (Nascimento–Morte) | Retrato | Início do mandato      | Fim do mandato         | Governo  |
| 17                                       | José Veiga Simão (1929–2014) |         | 9 de junho de 1983     | 6 de novembro de 1985  | IX       |
| #                                        | Ministro da Indústria e Comércio (Nascimento–Morte) | Retrato | Início do mandato      | Fim do mandato         | Governo  |
| 18                                       | Fernando Augusto dos Santos Martins (2.ª vez) (1930–2006) |         | 6 de novembro de 1985  | 17 de agosto de 1987   | X        |
| #                                        | Ministro da Indústria e Energia (Nascimento–Morte) | Retrato | Início do mandato      | Fim do mandato         | Governo  |
| 19                                       | Luís Fernando de Mira Amaral (1945–) |         | 17 de agosto de 1987   | 28 de outubro de 1995  | XI       |
| 19                                       | Luís Fernando de Mira Amaral (1945–) | XII     | 17 de agosto de 1987   | 28 de outubro de 1995  |          |
| #                                        | Pasta da Indústria | Retrato | Início do mandato      | Fim do mandato         | Governo  |
| –                                        | Serviços integrados no Ministério da Economia (ver: Lista de ministros da Economia de Portugal) |         | 28 de outubro de 1995  | 17 de julho de 2004    | ——       |
| –                                        | Serviços integrados no Ministério das Atividades Económicas e do Trabalho (ver: Lista de ministros da Economia de Portugal) |         | 17 de julho de 2004    | 12 de março de 2005    | ——       |
| –                                        | Serviços integrados no Ministério da Economia e da Inovação (ver: Lista de ministros da Economia de Portugal) |         | 12 de março de 2005    | 26 de outubro de 2009  | ——       |
| –                                        | Serviços integrados no Ministério da Economia, da Inovação e do Desenvolvimento (ver: Lista de ministros da Economia de Portugal) |         | 26 de outubro de 2009  | 21 de junho de 2011    | ——       |
| –                                        | Serviços integrados no Ministério da Economia e do Emprego (ver: Lista de ministros da Economia de Portugal) |         | 21 de junho de 2011    | 24 de julho de 2013    | ——       |
| –                                        | Serviços integrados no Ministério da Economia (ver: Lista de ministros da Economia de Portugal) |         | 24 de julho de 2013    | presente               | ——       |